# Флаг городского округа Красноуфимск
Флаг муниципального образования городской округ Красноуфи́мск Свердловской области Российской Федерации является, наряду с гербом, основным опознавательно-правовым знаком, составленным и употребляемым в соответствии с правилами вексиллологии. Флаг служит символом муниципального образования городской округ Красноуфимск, символом единства его населения, прав и процесса местного самоуправления.
Флаг утверждён 29 марта 2002 года решением Красноуфимского городского Совета № 5/5 как флаг муниципального образования «Город Красноуфимск» (после муниципальной реформы — городской округ Красноуфимск) и внесён в Государственный геральдический регистр Российской Федерации с присвоением регистрационного номера 1028.
25 июня 2009 года, решением Думы городского округа Красноуфимск № 12/5, в названии и по тексту «Положения о гербе и флаге муниципального образования городской округ Красноуфимск» предыдущего решения, наименование муниципального образования муниципальное образование «Город Красноуфимск» изменено на городской округ Красноуфимск.
27 сентября 2012 года, решением Думы городского округа Красноуфимск № 67/3, наименование муниципального образования в названии, тексте и приложениях решения от 29 марта 2002 года № 5/5 было изменено на муниципальное образование городской округ Красноуфимск. Также этим решением утверждено Положение «О гербе и флаге муниципального образования городской округ Красноуфимск» в новой редакции. Изменений в описание флага и его рисунок внесено не было.

## Описание
«Полотнище с соотношением сторон 2:3, зелёного цвета, несущее на себе изображение белого сокола с голубыми глазами, занимающего 5/7 от высоты полотнища и расположенного на границе первой и средней трети полотнища, сидящего на волнообразной, имеющей выступы в виде обломленных сучьев полосе жёлтого цвета, имеющий габаритную ширину в 1/6 от высоты полотнища. Оборотная сторона полотнища зеркально воспроизводит лицевую».

## Обоснование символики
Волнисто-пнистый пояс, оставаясь узнаваемым как ветвь, за счёт своей формы служит указанием на реку Уфа (наименование которой вошло в название города), а также на развитую в округе деревообработку.
Глаза сокола синего цвета — символизируют не агрессивный, мирный характер фигуры.